# Prevlečena čeladica
Prevlečena čeladica (znanstveno ime Mycena epipterygia) je gliva iz rodu čeladic (Mycena).

## Značilnosti
Klobuk je sprva zvonast, nato postane izbočen in včasih skoraj raven z navzgor zavihanim robom. Je progast zaradi lističev, ki so nakazani skozi lepljivo površino, s katere je mogoče odluščiti povrhnjico. Je rumenkasto do sivo rjave barve.
Lističi do bele do smetanaste barve, včasih se v starosti obarvajo rožnato. So precej široko razporejeni, prirasli ali rahlo vzdolžni po betu
Bet je rumenkast do rumeno zelen in je dolg od 4 do 9 cm ter širok od 1 do 2 mm.
Njen micelij je bioluminiscenten.

## Razširjenost in življenjski prostor
Je pogosta in raste konec poletja in jeseni na raznolikih rastiščih: v listnatih in iglastih gozdovih, najdemo pa jo tudi na resju in kislih travnikih, med travami in mahovi.

## Mikroskopske značilnosti
Trosni odtis je bel. Trosi so mandljaste oblike, gladki, amiloidni in merijo 8–12 x 4–6 μm.

## Podobne vrste
- Renejeva čeladica (Mycena renati) ima bolj živo rumen bet in rožnat klobuček
- voskata travnica (Atheniella flavoalba) ne raste na lesu ampak med travo

## Uporabnost
Neužitna, nepomembna zaradi velikosti, čeprav jo nekateri avtorji označujejo za užitno.

## Galerija slik
- Ilustracija
- Mlade gobe
- Trosi